# Fit for a King
Fit for a King, также известная как FFAK — американская металкор-группа из Тайлера, штат Техас, образованная в 2007 году. В состав группы входят гитаристы Бобби Линдж, Дэниел Гейли, вокалист Райан Кирби, басист Райан «Так» О’Лири и барабанщик Трей Селая. Группа выпустила два независимых EP, Fit for a King в 2008 году и Awaken the Vesper в 2009 году. В 2011 году они также выпустили один независимый альбом Descendants. После того, как группа подписала контракт с Solid State Records, они выпустили на этом лейбле шесть студийных альбомов: Creation/Destruction (2013), Slave to Nothing (2014), Deathgrip (2016), Dark Skies (2018), The Path (2020) и The Hell We Create, вышедший 28 октября 2022 года. Кроме того, в 2013 году на лейбле был выпущен ремастер их дебютного студийного альбома.

## История группы

### Ранний период (2007—2012)
Группа Fit for a King была основана в Тайлере, штат Техас, в 2007 году Джаредом Истерлингом, Аароном Декуром, Джастином Джуно, Джаредом Макферроном, Алексом Дэнфортом и Джедом Макнилом. Группа выступала на местном и региональном уровнях и в первые годы выпустила два EP. В 2009 году группа решила начать полноценный тур, Макнил и Макферрон решили покинуть группу, чтобы продолжить учёбу. Райан Кирби из группы Bodies Awake (базирующейся в Форт-Уэрте) присоединился к группе в 2010 году, для замены Мэйсона Уилсона, который недавно сменил Дэнфорта на посту фронтмена группы. Товарищ по группе Кирби Bodies Awake Бобби Линдж присоединился к группе для игры на гитаре. Группа записала свой первый независимый дебютный студийный альбом Descendants в 2011 году. После выпуска музыкального клипа «Ancient Waters» у группы начали появляться поклонники. Басист Декур решил покинуть группу в 2011 году, чтобы продолжить карьеру в правоохранительных органах, и его заменил Аарон Кадура, который также исполнял чистый вокал вместе с Истерлингом.

### Solid State Records (2012 — настоящее время)
В июле 2012 года группа подписала контракт с Solid State Records. 12 марта 2013 года они выпустили свой второй студийный альбом Creation/Destruction, который также стал их первым альбомом на этом лейбле. За первую неделю продаж альбома было продано более 3100 копий. Billboard поставил Creation/Destruction на 175-е место, на 17-е место в чарте Top Christian Albums, и на 6-е место в чарте Hard Rock Albums.
В 2013 году группа выпустила переработанную версию своего независимого дебютного студийного альбома Descendants, который вышел 25 ноября 2013 года. Billboard поместил Descendants на 38-е место в чарте Christian Albums и на 8-е место в Heatseekers Albums.
Третий студийный альбом группы, Slave to Nothing, был выпущен 14 октября 2014 года вместе с тремя синглами, включая «Slave to Nothing» при участии Мэтти Монтгомери из For Today. Группа выпустила свой четвёртый студийный альбом Deathgrip 7 октября 2016 года.
Группа анонсировала свой пятый студийный альбом Dark Skies, который вышел 14 сентября 2018 года. После этого объявления 1 июня 2018 года группа также выпустила первый сингл «Tower of Pain» За этим синглом последовали ещё четыре сингла: «The Price of Agony», «Backbreaker», «When Everything Means Nothing» и «Oblivion».

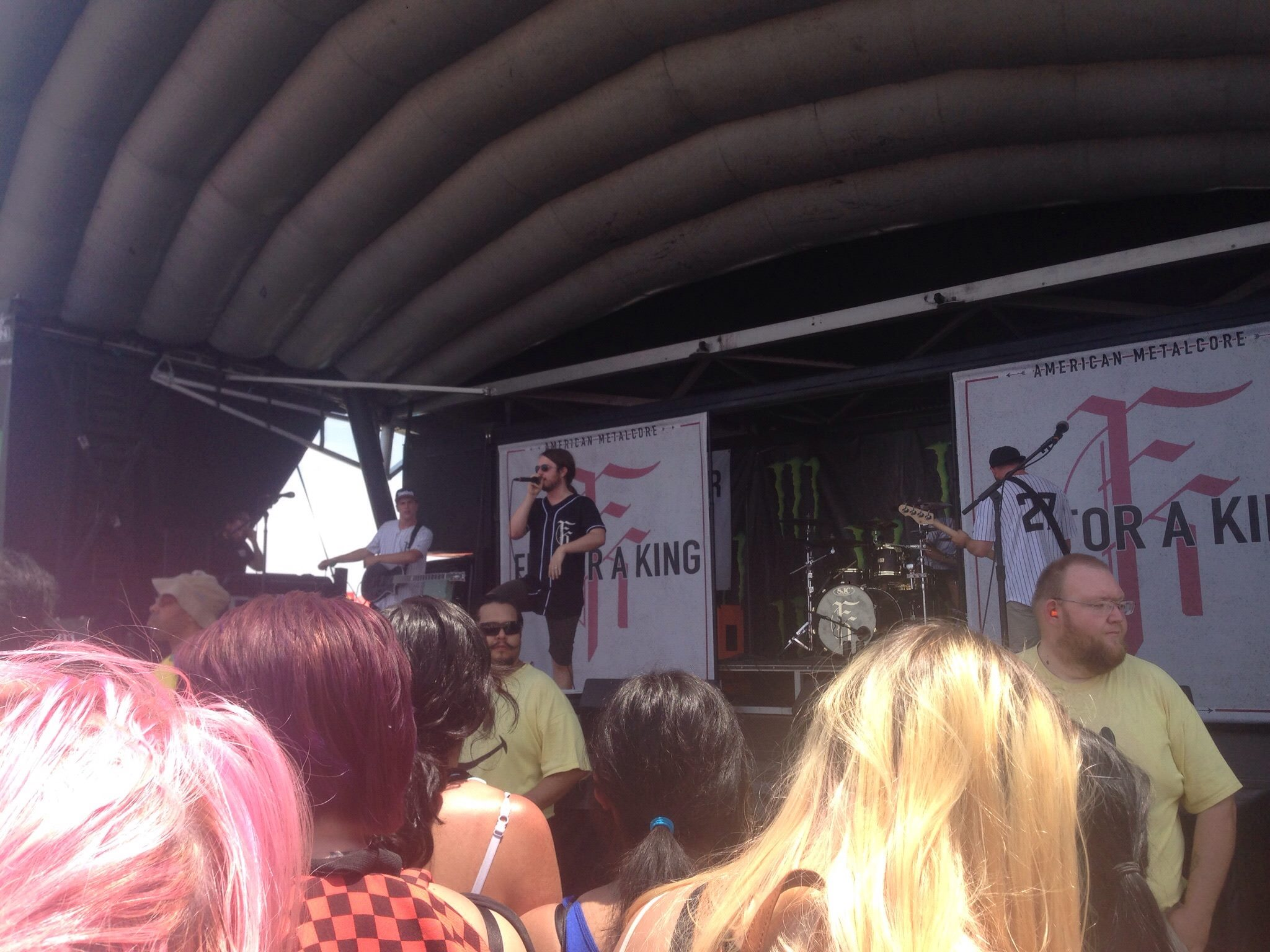
Выступление Fit for a King на Warped Tour 2015 в Месе, Аризона.

30 сентября 2018 года Бобби Линдж объявил, что возьмёт перерыв в гастролях и частично расстанется с группой, сославшись на необходимость быть со своей семьёй и появлению интереса к новым деловым начинаниям. Тем не менее, Линдж говорит, что он по-прежнему будет участвовать в процессе написания следующего альбома группы и не исключает возможности снова отправиться в тур с группой.
13 марта 2020 года группа представила новый сингл «Breaking the Mirror». 14 мая, во время глобальной пандемии COVID-19 группа объявила о неожиданном сотрудничестве с We Came as Romans. Сотрудничество включало в себя участие вокалистов из обеих групп, и исполнения переработанных и последних выпущенных треков, также группы выпустили ограниченную линейку товаров для продвижения сотрудничества.
8 июля группа объявила, что их шестой студийный альбом The Path выйдет 18 сентября 2020 года. 10 июля группа выпустила второй сингл «God of Fire» при участии Рио Киноситы из Crystal Lake. 6 августа группа выпустила третий сингл «Locked (In My Head)».
25 августа группа сообщила в своих аккаунтах в социальных сетях, что четвёртый и последний сингл «Annihilation» выйдет 28 августа. В тот день, за три недели до выхода альбома, группа выпустила сингл. 18 сентября, в день выхода альбома, группа выпустила клип на заглавный трек. 9 апреля 2021 года группа представила очередную новую версию своих недавних треков с Silent Planet. 16 июля они выпустили новый совместный EP Guardians of the Path с August Burns Red. 3 декабря было объявлено, что барабанщик-основатель Джаред Истерлинг покинул группу, чтобы играть в группе Коу Ветцела. Позже было объявлено, что новым барабанщиком группы стал Трей Селая из Invent Animate.
23 июня 2022 года Fit for a King выпустили сингл «Reaper» вместе с музыкальным клипом. 10 августа группа представила ещё один сингл «End (The Other Side)» с музыкальным клипом. Они объявили, что их седьмой студийный альбом The Hell We Create выйдет 28 октября 2022 года, а также показали обложку альбома и список треков. 8 сентября был опубликован третий сингл «Falling Through the Sky» вместе с музыкальным клипом. 13 октября, за две недели до выхода альбома, группа выпустила четвёртый и последний сингл «Times Like This» при участии Джонатана Виджила из The Ghost Inside. 27 сентября 2023 года группа объявила, что в том как они выпускают музыку, произойдёт реструктуризация. Альбомы будут выходить реже, но будет больше мини-альбомов и синглов, кроме этого будет уделено больше внимания совершенствованию альбомов. 12 января 2024 года Fit for a King выпустили новый сингл «Keeping Secrets» вместе с музыкальным видео. 26 июля 2024 года группа выпустила сингл «TECHNIUM» с участием Лэндона Тьюерса из The Plot in You, вместе с музыкальным видео. 22 ноября 2024 года, группа сообщила в своих постах, что они работают над своим следующим альбомом с продюсерами Дэниелом Браунштейном и Джошем Гилбертом, и что альбом будет состоять из 13 песен и выйдет в течение 2025 года. 30 мая 2025 года группа выпустила сингл «Lonely God», а также официально объявила дату выхода одноимённого альбома, выпуск запланирован на 1 августа 2025 года.

## Состав
| Текущий состав - Бобби Линдж — гитара, бэк-вокал (2010 — н.в.); - Райан Кирби — ведущий вокал (2010 — н.в.); - Райан «Так» О’Лири — бас-гитара, вокал (2014 — н.в.); - Дэниел Гейли — гитара, бэк-вокал (2018 — н.в.); - Трей Селая — ударные (2021 — н.в.); гитара (участник тура 2018). | Бывшие участники - Джастин Джуно — бас-гитара (2007—2008); - Алекс Данфорт — вокал (2007—2008); - Джед Макнил — клавишные (2007—2009); - Джаред Макферрон — гитара (2007—2009); - Мэйсон Уилсон — ведущий вокал (2008—2010); гитара (2008); - Аарон Декур — бас-гитара (2008—2011); гитара (2007—2008); - Джастин Хамра — гитара (2008—2013); бэк-вокал (2008—2010); - Аарон «Олан» Кадура — бас-гитара, вокал (2011—2014); - Джаред Истерлинг — ударные (2007—2021); вокал (2007—2014). |

Временная шкала

## Дискография

### Студийные альбомы
| Название             | Подробности                                                                                          | Пиковые позиции в чартах | Пиковые позиции в чартах | Пиковые позиции в чартах | Пиковые позиции в чартах | Пиковые позиции в чартах | Пиковые позиции в чартах |
| Название             | Подробности                                                                                          | US                       | US Christ                | US Rock                  | US Hard                  | US Heat                  | US Продажи               |
| -------------------- | --- | ------------------------ | ------------------------ | ------------------------ | ------------------------ | ------------------------ | ------------------------ |
| Descendants          | - Релиз: 23 сентября 2011 г. - Лейбл: Нет (выпущен самостоятельно) - Форматы: CD, цифровая загрузка. | —                        | 38                       | —                        | —                        | 8                        | —                        |
| Creation/Destruction | - Релиз: 12 марта 2013 г. - Лейбл: Solid State Records - Форматы: CD, цифровая загрузка, LP.         | 175                      | 17                       | 43                       | 6                        | 3                        | —                        |
| Slave to Nothing     | - Релиз: 14 октября 2014 г. - Лейбл: Solid State Records - Форматы: CD, цифровая загрузка, LP.       | 49                       | 3                        | 11                       | 3                        | —                        | 49                       |
| Deathgrip            | - Релиз: 7 октября 2016 г. - Лейбл: Solid State Records - Форматы: CD, цифровая загрузка, LP.        | 71                       | 2                        | 18                       | 5                        | —                        | 32                       |
| Dark Skies           | - Релиз: 14 сентября 2018 г. - Лейбл: Solid State Records - Форматы: CD, цифровая загрузка, LP.      | 69                       | 2                        | 6                        | 3                        | —                        | 13                       |
| The Path             | - Релиз: 18 сентября 2020 г. - Лейбл: Solid State Records - Форматы: CD, цифровая загрузка, LP.      | 70                       | 1                        | 6                        | 2                        | —                        | 10                       |
| The Hell We Create   | - Релиз: 28 октября 2022 г. - Лейбл: Solid State Records - Форматы: CD, цифровая загрузка, LP.       | —                        | 3                        | —                        | 12                       | —                        | 12                       |
| Lonely God           | - Релиз: 1 августа 2025 г. - Лейбл: Solid State - Форматы: CD, цифровая загрузка, LP.                | —                        | —                        | —                        | —                        | —                        | —                        |

### EP
- Fit for a King (2008)
- Awaken the Vesper (2009)

### Синглы
| Год  | Песня                                                               | Альбом               |
| ---- | ------------------------------------------------------------------- | -------------------- |
| 2011 | «Ancient Waters»                                                    | Descendants          |
| 2013 | «Warpath»                                                           | Creation/Destruction |
| 2013 | «Bitter End»                                                        | Creation/Destruction |
| 2013 | «Hollow King (Sound of the End)»                                    | Creation/Destruction |
| 2013 | «Keep Me Alive»                                                     | Descendants          |
| 2014 | «A Greater Sense of Self»                                           | Slave to Nothing     |
| 2014 | «Young & Undeserving»                                               | Slave to Nothing     |
| 2014 | «Slave to Nothing» (с участием Мэтти Монтгомери из For Today)       | Slave to Nothing     |
| 2016 | «Pissed Off»                                                        | Deathgrip            |
| 2016 | «Cold Room»                                                         | Deathgrip            |
| 2016 | «Shadows & Echoes»                                                  | Deathgrip            |
| 2016 | «Dead Memory» (с участием Джейка Лурса из August Burns Red)         | Deathgrip            |
| 2018 | «Tower of Pain»                                                     | Dark Skies           |
| 2018 | «The Price of Agony»                                                | Dark Skies           |
| 2018 | «Backbreaker»                                                       | Dark Skies           |
| 2018 | «When Everything Means Nothing»                                     | Dark Skies           |
| 2018 | «Oblivion»                                                          | Dark Skies           |
| 2020 | «Breaking the Mirror»                                               | The Path             |
| 2020 | «God of Fire» (с участием Рио Киноситы из Crystal Lake)             | The Path             |
| 2020 | «Locked (In My Head)»                                               | The Path             |
| 2020 | «Annihilation»                                                      | The Path             |
| 2022 | «Reaper»                                                            | The Hell We Create   |
| 2022 | «End (The Other Side)»                                              | The Hell We Create   |
| 2022 | «Falling Through The Sky»                                           | The Hell We Create   |
| 2022 | «Time Like This» (с участием Джонатана Виджила из The Ghost Inside) | The Hell We Create   |
| 2024 | «Keeping Secrets»                                                   | Неальбомный сингл    |
| 2024 | «TECHNIUM» (с участием Лэндона Тьюверса из The Plot in You)         | Lonely God           |
| 2025 | «No Tomorrow»                                                       | Lonely God           |
| 2025 | «Lonely God»                                                        | Lonely God           |

### Музыкальные клипы
| Год  | Песня                            | Руководитель              | Альбом               |
| ---- | -------------------------------- | ------------------------- | -------------------- |
| 2011 | «Ancient Waters»                 | Стивен Хаджинс            | Descendants          |
| 2012 | «Descendants»                    | Стивен Хаджинс            | Descendants          |
| 2013 | «The Roots Within»               | Колби Мур                 | Descendants          |
| 2013 | «Hollow King (Sound of the End)» | Райан Вальдес             | Creation/Destruction |
| 2013 | «Keep Me Alive»                  | Райан Вальдес             | Descendants          |
| 2014 | «Slave to Nothing»               | Неизвестен                | Slave to Nothing     |
| 2014 | «Forever Unbroken»               | Неизвестен                | Slave to Nothing     |
| 2015 | «Impostor»                       | Неизвестен                | Slave to Nothing     |
| 2015 | «Hooked»                         | Неизвестен                | Slave to Nothing     |
| 2016 | «Dead Memory»                    | Кевин Джонсон             | Deathgrip            |
| 2017 | «Deathgrip»                      | Кевин Джонсон             | Deathgrip            |
| 2018 | «The Price of Agony»             | Неизвестен                | Dark Skies           |
| 2018 | «Oblivion»                       | Брэйден Бакнер            | Dark Skies           |
| 2019 | «When Everything Means Nothing»  | Кевин Джонсон             | Dark Skies           |
| 2020 | «Locked (In My Head)»            | Кевин Джонсон             | The Path             |
| 2020 | «The Path»                       | Неизвестен                | The Path             |
| 2022 | «Reaper»                         | Ори МакГиннес             | The Hell We Create   |
| 2022 | «End (The Other Side)»           | Неизвестен                | The Hell We Create   |
| 2022 | «Falling Through the Sky»        | Неизвестен                | The Hell We Create   |
| 2022 | «Times Like This»                | Неизвестен                | The Hell We Create   |
| 2024 | «Keeping Secrets»                | Неизвестен                | Неальбомный сингл    |
| 2024 | «Techinum»                       | Гарретт Дрейк             | Lonely God           |
| 2025 | «No Tomorrow»                    | Джош Харт и Гарретт Дрейк | Lonely God           |
| 2025 | «Lonely God»                     | Макс Мур                  | Lonely God           |

### Коллаборации
| Год  | Песня                                                       | Альбом                                               | Исполнитель              |
| ---- | ----------------------------------------------------------- | ---------------------------------------------------- | ------------------------ |
| 2011 | «Muted Eyes, Deaf Voice» (участие Райана Кирби)             | Muted Eyes, Deaf Voice                               | Flood Mercia             |
| 2013 | «Betrayed» (участие Райана Кирби)                           | Testimony                                            | Yesterday as Today       |
| 2013 | «The Search, the Scheme» (участие Райана Кирби)             | Неальбомный сингл                                    | A Faylene Sky            |
| 2013 | «Rebuilt» (участие Райана Кирби)                            | Reconstruction                                       | Silence the Assembly     |
| 2013 | «Heart of Fire» (участие Райана Кирби)                      | Unworthy                                             | Convictions              |
| 2013 | «Blood Is Blood» (участие Райана Кирби)                     | Неальбомный сингл                                    | My Only Hope             |
| 2014 | «Thicker Than Water» (участие Райана Кирби)                 | Неальбомный сингл                                    | As We Walk               |
| 2014 | «Ego Trip» (участие Райана Кирби)                           | Death Sentence                                       | Those Who Fear           |
| 2014 | «Earth Gazer» (участие Райана Кирби)                        | Dreamcatchers                                        | The Royal                |
| 2014 | «Worthless» (участие Райана Кирби)                          | [II]                                                 | Aphzelia                 |
| 2014 | «Martyrdom» (участие Райана Кирби)                          | Facing the Unknown                                   | From Heroes to Legends   |
| 2014 | «Elapsed Time: Real Life» (участие Райана Кирби)            | Philosopher                                          | The Betrayer’s Judgement |
| 2015 | «Pathfinder» (участие Райана Кирби)                         | Неальбомный сингл                                    | Melrose                  |
| 2015 | «Safe Harbor» (участие Райана Кирби)                        | Stay Alive                                           | Her Echo                 |
| 2016 | «All That Talk» (участие Райана Кирби)                      | Lunar//Effect                                        | Outer Glow               |
| 2016 | «Fearless» (участие Райана Лири)                            | Sirona                                               | Sirona                   |
| 2016 | «Fame» (участие Райана Кирби)                               | Pariah                                               | Glasslands               |
| 2016 | «Divinity» (участие Райана Кирби)                           | Tides of Poseidon                                    | Fighting the Phoenix     |
| 2016 | «Sin Incarnate» (участие Райана Кирби)                      | Our Penance                                          | Nights of Malice         |
| 2016 | «Extinction» (участие Райана Кирби)                         | Voyager                                              | Above Caelum             |
| 2016 | «System Failure» (участие Райана Кирби)                     | True Identity://Unclassified                         | Sins of Sincerity        |
| 2016 | «Efeitos» (участие Райана Кирби)                            | Do Que Somos Feitos                                  | Sea Smile                |
| 2016 | «Broken Streets» (участие Райана Кирби)                     | Paramount                                            | It Lies Within           |
| 2016 | «The Nine» (участие Райана Кирби)                           | Uprooted                                             | A World Extinct          |
| 2017 | «Obey» (участие Райана Кирби)                               | Rapture                                              | Gallifrey Falls          |
| 2017 | «False God» (участие Райана Кирби)                          | Symmetry                                             | Immortalis               |
| 2017 | «Problems» (участие Райана Кирби)                           | Hopeless World                                       | Returning His Crown      |
| 2017 | «Cold Skin» (участие Райана Кирби)                          | In Dying Arms                                        | In Dying Arms            |
| 2017 | «I Emerged» (участие Райана Кирби)                          | Неальбомный сингл                                    | Forged in the Storm      |
| 2017 | «The Remedy» (участие Райана Кирби)                         | Polarize                                             | Aviana                   |
| 2017 | «Exodus» (участие Райана Кирби)                             | Неальбомный сингл                                    | Versus                   |
| 2017 | «Left Alone» (участие Райана Кирби)                         | Exit Here                                            | Capital Vices            |
| 2018 | «Groundbreaker» (участие Райана Кирби)                      | Embers                                               | Sable Hills              |
| 2018 | «Judgement Day» (участие Райана Кирби)                      | Still Just Breathing                                 | Set for the Fall         |
| 2018 | «The Storm» (участие Райана Кирби)                          | Promises                                             | Sharks in Your Mouth     |
| 2019 | «Myra» (участие Райана Кирби)                               | Guided                                               | Confessions of a Traitor |
| 2019 | «Mammon» (участие Райана Кирби)                             | Relevance                                            | Frank Needs Help         |
| 2019 | «Effects» (участие Райана Кирби)                            | Changes                                              | Sea Smile                |
| 2020 | «Hate Me» (участие Райана Кирби)                            | Radiant Dark                                         | If I Were You            |
| 2020 | «Carry the Weight» (участие Райана Кирби)                   | Неальбомный сингл                                    | We Came as Romans        |
| 2020 | «Heathen» (участие Райана Кирби)                            | Неальбомный сингл                                    | The Hero and a Monster   |
| 2020 | «Words Dissolve» (участие Райана Кирби)                     | Fury by Failure                                      | Lightworker              |
| 2021 | «Falling Apart» (участие Райана Кирби)                      | Неальбомный сингл                                    | Hollow Front             |
| 2021 | «The Box» (участие Брэндона Саллера и Райана Кирби)         | The Silver Scream 2: Welcome to Horrorwood           | Ice Nine Kills           |
| 2021 | «Poor Millionaire» (участие Райана Кирби)                   | Leveler: 10th Anniversary Edition                    | August Burns Red         |
| 2021 | «Provision» (участие Райана Кирби)                          | Guardians of the Path                                | August Burns Red         |
| 2021 | «Defender» (участие Райана Кирби)                           | Guardians of the Path                                | August Burns Red         |
| 2021 | «Trilogy» (участие Райана Кирби)                            | Неальбомный сингл                                    | Silent Planet            |
| 2024 | «Forgive and Forget» (участие Райана Кирби и Райана О'Лири) | Apologies Are for the Weak: 15th Anniversary Edition | Miss May I               |